# Killed in action

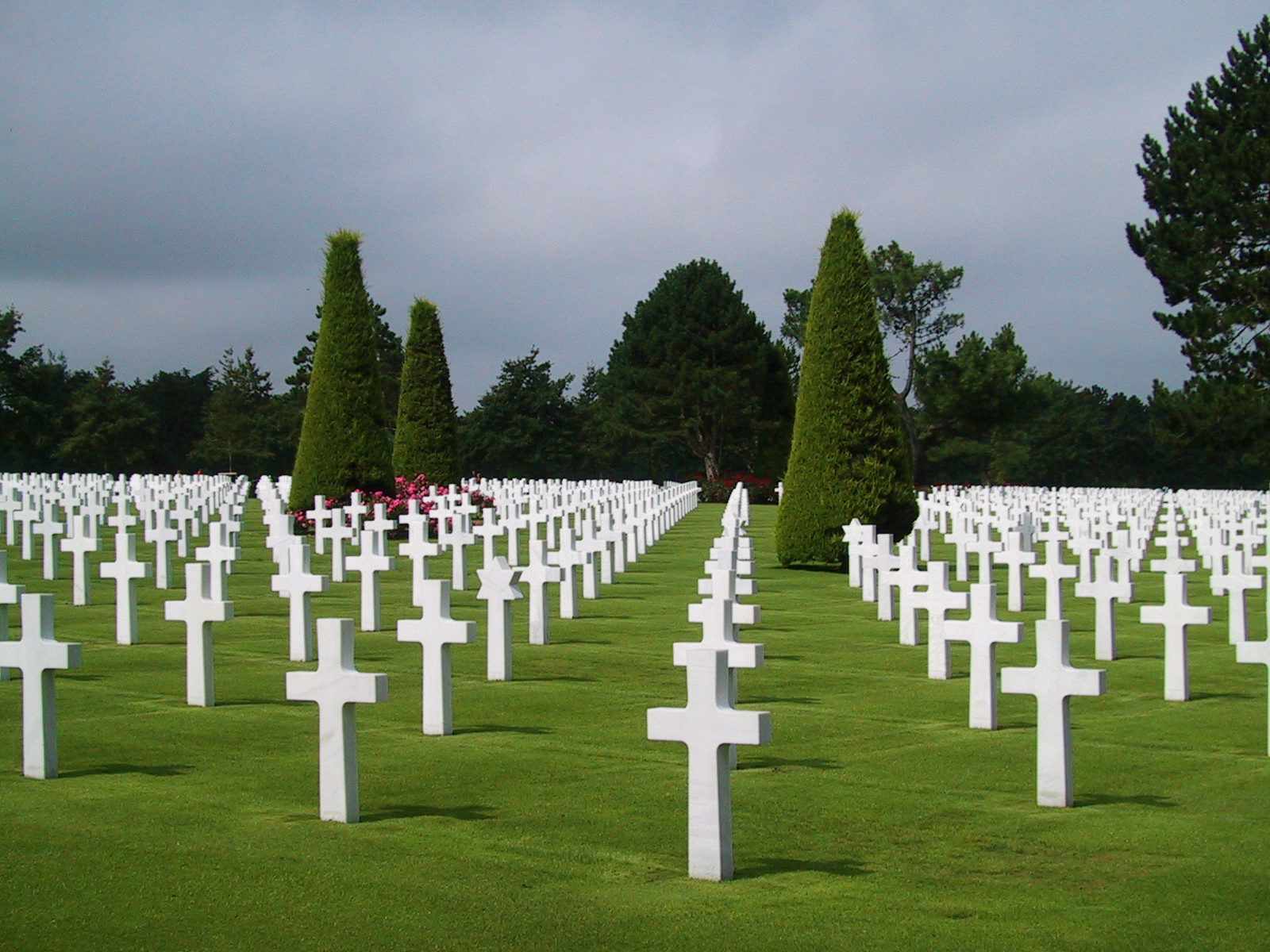
Amerykański cmentarz wojskowy w Colleville-sur-Mer, upamiętniający żołnierzy amerykańskich poległych w Europie podczas II wojny światowej.

Killed in action (KIA) (pol. poległy w akcji) – termin używany pierwotnie przez siły zbrojne o proweniencji anglosaskiej (USA, Wielka Brytania) służący do klasyfikacji strat poniesionych w czasie walki. Termin KIA przyjęty został również do oficjalnej terminologii używanej w NATO.
Zbliżonym terminem używanym we Francji jest mort pour la France.